# Kur Kuath
Kur Kuath   (Khartum, 12 d'agost de 1998) és un jugador de bàsquet sud-sudanès. Amb 2,08 metres d'alçada juga a la posició de pivot. Actualment forma part de la plantilla del Força Lleida Club Esportiu, equip amb què va aconseguir l'ascens a la Lliga ACB.

## Trajectòria
A causa de la Guerra Civil sud-sudanesa, Kuath va néixer a Khartum on la seva família s'havia exiliat. Es va formar professionalment als Estats Units d'Amèrica, a la Kearns High School de Kearns, abans d'ingressar el 2016 al Salt Lake Community College de Salt Lake City on va jugar dues temporades. El 2018, va ingressar a la Universitat d'Oklahoma on va jugar tres temporades a la National Collegiate Athletic Association amb els Oklahoma Sooners fins al 2021. Després de no ser draftejat el 2022, va disputar la NBA Summer League amb els Dallas Mavericks.
La temporada 2022-23 var signa amb el Lavrio BC de l'A1 Ethniki grega. El 5 de gener de 2023 va signar pel Club Ourense Baloncesto de la Lliga LEB Or. El 25 d'agost del 2023 va signar pel Força Lleida Club Esportiu de la mateixa competició.